# 肉弾
肉弾（にくだん）は、櫻井忠温が日露戦争後に実体験をもとにして描いた戦記文学作品。また、転じて「肉体によって銃弾のように敵陣に飛び込む攻撃」のことも指す。

## 作品としての『肉弾』
1906年4月25日に、英文新誌社出版部から出版された。副題は旅順実戦記。
著者の櫻井忠温は陸軍中尉として旅順作戦に参加。「銃創八か所と骨折三か所」の重症を負い、帰国後に左手で作品を執筆した。
明治37年（1904年）、5月末に櫻井は歩兵第22連隊の連隊旗手として遼東半島へ出征するが、乃木希典将軍の指揮下で旅順攻囲戦に従うことになる。
対陣月余、まず歪頭山に初陣し、続いて剣山の険に激戦をくぐり、敵の第一防御線を手中におさめて、炎熱と雨露に悩まされる幕営生活を過ごすこと1か月。進撃準備がととのって第二防御線を襲い、3日間にわたる難戦苦闘の末、太白山一帯の陣地を占領。さらに長駆追撃して、初めて旅順要塞の本防御線に迫る。やがて豪雨を突いて大孤山の攻略にあたり、2日にしてこれを奪取することができた。
こえて2週日、日本軍はいよいよ第1回攻撃に転じる。この間に櫻井は中尉へと昇進し、小隊長として陣頭に立って、目標たる東鶏冠山砲台に向かって進む。8月21日より歩兵の攻撃がおこなわれ、敵塁直下に肉弾戦の惨烈な場面が繰り返されるが、いたずらに死屍を積み重ねるのみであった。
24日未明、中隊はその後を継ぐ「必死隊」として進撃するが、敵の第一散兵壕を破るや中隊長が戦死し、兵はまた一人またひとり倒れて死ぬ。代わって指揮する櫻井中尉は、また右手を撃たれ、さらに左手を撃ち貫かれ、右脚まで砕かれて立つことができなくなった。
夜が明けるが、戦場を累々と埋める死傷者に伍して、流血が刻々と生命を奪い去るにまかせるよりほかない。そうなるかと思われたその時、見知らぬ高知連隊の近藤竹三郎が、わが身の負傷をもかえりみず、瀕死の中尉を背負うて敵中から脱出。かろうじて死中に生を得しめたのであった。
この作品の発表以降、歩兵第22連隊はその勇猛さと衛戍地の愛媛県松山市にちなんで「伊予の肉弾連隊」と渾名されることになった。

## 言葉としての肉弾
肉弾という同書の言葉は、「肉体によって銃弾のように敵陣に飛び込む攻撃」という意味合いで、戦地で著者が「肉を以て弾と為す」という言葉を縮めて口癖としていたことが起源。現代でいう「突撃」を意味する、「吶喊（とっかん）」をする兵士のことを指し、必ずしも体当たり攻撃を指す言葉ではなかった。また、肉弾戦とは、敵味方の将兵が入り混じっての熾烈な接近戦を意味する。
十五年戦争期を通して、物資の不足や技術力の低さを精神と肉体でカバーするという日本軍の勇敢さを表す合言葉として広く用いられ、一般名詞として認知されるに至る。
第二次世界大戦中、対戦車兵器の不足から日本兵による対戦車肉薄攻撃がしばしば行われた。駆け寄って爆薬をハッチ上に仕掛けたり、地雷を背負って履帯の前に身を投げたり、蛸壺壕に潜んで敵戦車が接近すると抱えた爆弾や砲弾の信管を叩いたりして、自爆していった。これも、そのさまから肉弾攻撃と呼ばれる。また、爆弾三勇士は、肉弾三勇士とも呼ばれた。

## 新版刊行
- 『肉弾 旅順実戦記』国書刊行会、1978年。復刻版。
  - 『肉弾 現代文』国書刊行会、2010年。
- 『肉弾』明元社、2004年。
- 『肉弾　旅順実戦記』中公文庫、2016年。解説：長山靖生。